# CHAdeMO
CHAdeMO (abreujat de CHArge de MOve, càrrega per a moure's) és la marca comercial d'un mètode de càrrega ràpida de vehicles elèctrics subministrant una potència elèctrica fins a 62,5 KW de corrent continu (500V, 125A) mitjançant un connector especial. CHAdeMO és una proposta d'estàndard global amb el nom IEC 62196 i tipus 4. Aquest mètode pot carregar vehicles elèctrics de curt abast (120 km) en un temps inferior a mitja hora. Existeixen altres mètodes de càrrega ràpida com el CCS (Combined Charging System). La normativa és mantinguda per la CHAdeMO association. (Tokyo Electric Power Company, Nissan, Mitsubishi, Fuji Heavy Industries i Toyota).

## Versions
| Data | Versió | Especificacions                  |
| ---- | ------ | -------------------------------- |
| 2010 | -      | Creació de l'associació CHAdeMO  |
| 2011 | 0.9    | Ampliació de fabricants          |
| 2012 | 1.0    | Ampliació de fabricants          |
| 2013 | 1.0    | Ampliació de fabricants          |
| 2014 | 1.0    | Funcions de protecció            |
| 2015 | 1.1    | Càrrega dinàmica                 |
| 2017 | 1.2    | Càrrega d'alta potència (200 KW) |

## Desplegament per països
| País            | Estacions Maig 2015 | Estacions Març 2012 | Estacions Març 2011 |
| --------------- | ------------------- | ------------------- | ------------------- |
| Austràlia       | 5                   | 1                   |                     |
| Àustria         | 29                  | 3                   |                     |
| Belarús         | 2                   |                     |                     |
| Bèlgica         | 39                  | 3                   |                     |
| Brasil          | 2                   |                     |                     |
| Canadà          | 44                  | 4                   |                     |
| Xile            | 5                   | 1                   |                     |
| República Txeca | 10                  |                     |                     |
| Dinamarca       | 59                  | 3                   |                     |
| Estònia         | 163                 | 148                 |                     |
| Finlàndia       | 33                  |                     |                     |
| França          | 214                 | 9                   |                     |
| Alemanya        | 113                 | 18                  |                     |
| Grècia          | 1                   |                     |                     |
| Hong Kong       | 7                   | 11                  |                     |
| Hongria         | 12                  | 1                   |                     |
| Islàndia        | 13                  | 8                   |                     |
| Irlanda         | 67                  | 19                  |                     |
| Itàlia          | 14                  | 1                   |                     |
| Japó (privat)   | 70                  | 70                  | 582                 |
| Japó (públic)   | 5484                | 980                 | 582                 |
| Letònia         | 3                   |                     |                     |
| Lituània        | 3                   |                     |                     |
| Luxemburg       | 2                   | 1                   |                     |
| Mèxic           | 2                   |                     |                     |
| Països Baixos   | 495                 | 21                  |                     |
| Nova Zelanda    | 2                   | 2                   |                     |
| Noruega         | 171                 | 16                  |                     |
| Portugal        | 18                  | 18                  |                     |
| Eslovàquia      | 19                  | 3                   | 1                   |
| Eslovènia       | 2                   | 4                   |                     |
| Espanya         | 105                 | 6                   |                     |
| Sri Lanka       | 25                  | 0                   |                     |
| Suècia          | 83                  | 5                   |                     |
| Suïssa          | 57                  | 4                   |                     |
| Turquia         | 1                   | 1                   |                     |
| Regne Unit      | 291                 | 36                  |                     |
| EUA             | 1337                | 355+                |                     |

## Vehicles que suporten CHAdeMO
A data maig del 2015 :
| Marca      | Models                                                                    |
| ---------- | ------------------------------------------------------------------------- |

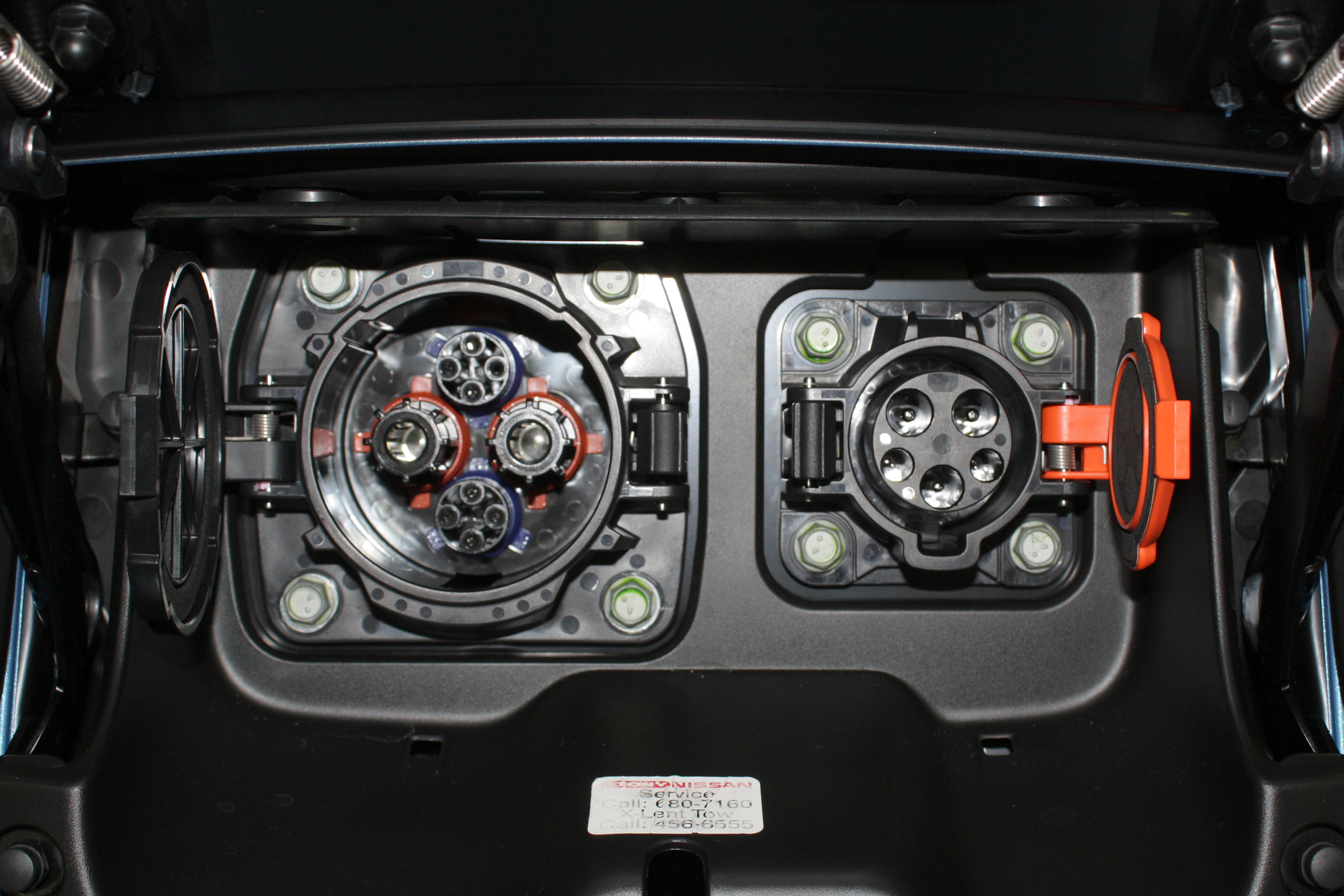
Fig.2 Exemple de connector del model NISSAN Leaf

| Citroën    | C-ZERO Berlingo Electric/E-Berlingo Multispace                            |
| Peugeot    | iOn Partner EV                                                            |
| Nissan     | LEAF e-NV200                                                              |
| Honda      | Fit EV                                                                    |
| Mitsubishi | i MiEV Minicab MiEV Outlander P-HEV                                       |
| Tesla      | Model S Model X                                                           |
| Toyota     | eQ RAV4 EV First Generation 2001-2003 RAV4 EV Second Generation 2012-2014 |
| Subaru     | Stella EV                                                                 |
| KIA        | Soul EV                                                                   |